# Kingcome Glacier
Kingcome Glacier är en glaciär i Kanada.   Den ligger i provinsen British Columbia, i den sydvästra delen av landet, 3 700 km väster om huvudstaden Ottawa. Kingcome Glacier ligger 977 meter över havet.
Terrängen runt Kingcome Glacier är bergig söderut, men norrut är den kuperad. Kingcome Glacier ligger nere i en dal. Trakten runt Kingcome Glacier är nära nog obefolkad, med mindre än två invånare per kvadratkilometer.. Det finns inga samhällen i närheten. 
Trakten runt Kingcome Glacier består i huvudsak av gräsmarker.